# Steven Hill (judoka)
Steven Hill (4 de mayo de 1971) es un deportista australiano que compitió en judo. Ganó seis medallas en el Campeonato de Oceanía de Judo entre los años 1990 y 2000.

## Palmarés internacional
| Campeonato de Oceanía | Campeonato de Oceanía      | Campeonato de Oceanía | Campeonato de Oceanía |
| Año                   | Lugar                      | Medalla               | Categoría             |
| --------------------- | -------------------------- | --------------------- | --------------------- |
| 1990                  | Papeete (Francia)          | Medalla de oro        | –78 kg                |
| 1992                  | Wellington (Nueva Zelanda) | Medalla de bronce     | –78 kg                |
| 1996                  | Wellington (Nueva Zelanda) | Medalla de plata      | –78 kg                |
| 1996                  | Wellington (Nueva Zelanda) | Medalla de plata      | Abierta               |
| 1998                  | Apia (Samoa)               | Medalla de bronce     | –81 kg                |
| 2000                  | Sídney (Australia)         | Medalla de bronce     | –81 kg                |